# Timonius densiflorus
Timonius densiflorus är en måreväxtart som beskrevs av Theodoric Valeton. Timonius densiflorus ingår i släktet Timonius och familjen måreväxter. Inga underarter finns listade i Catalogue of Life.